# Low Angerton
Low Angerton – osada w Anglii, w hrabstwie Northumberland. W 1951 osada liczyła 47 mieszkańców.